# RZA
Pour les articles homonymes, voir Fitzgerald et Diggs (homonymie).
RZA, de son vrai nom Robert Fitzgerald Diggs (né le 5 juillet 1969 à Brooklyn, New York), est un rappeur, producteur, acteur et réalisateur américain, membre fondateur et leader du groupe Wu-Tang Clan. Il participe à la production de presque tous les albums du Wu-Tang Clan, ainsi que des affiliés et membres du groupe.
RZA est le cousin d'Ol' Dirty Bastard et de GZA. Il publie des albums sous le nom de scène Bobby Digital. Hormis ses collaborations avec le Wu-Tang Clan et en parallèle à sa carrière solo, RZA est membre fondateur du groupe horrorcore Gravediggaz dans lequel il utilise le surnom de The RZArector. Il participe également au tournage de plusieurs films comme Coffee and Cigarettes, American Gangster, Gospel Hill, Life Is Hot in Cracktown, Ghost Dog : La Voie du samouraï, Funny People, Dérapage, Date limite et Repo Men. Il participe aussi à la série télévisée Californication. Il forme également le duo Banks & Steelz avec Paul Banks du groupe Interpol.
Le magazine The Source le choisit dans sa liste des 20 meilleurs producteurs. Le NME le classe dans sa liste des 50 meilleurs producteurs de tous les temps.

## Biographie

### Jeunesse
RZA est né à Brownsville, dans le quartier de Brooklyn. Entre ses 3 et 7 ans, il vit en Caroline du Nord avec son oncle, qui l'encourageait à lire et à étudier. RZA s'investit dans le hip-hop à l'âge de 9 ans, et se lance dans des battles à 11 ans. Il emménage à Steubenville, dans l'Ohio, en 1990, pour vivre avec sa mère. Il passe ses week-ends à Pittsburgh, en Pennsylvanie, avec son père.
RZA est impliqué dans la vente de drogues et est poursuivi pour tentative d'homicide pendant son séjour à Steubenville. Il est acquitté, ce que le rappeur considère comme une « seconde chance ».

### Débuts (1991–1993)
Robert Diggs forme un groupe de rap aux côtés de ses cousins Russell Jones et Gary Grice appelé All in Together Now. Le groupe se popularise localement, mais ne parvient pas à signer avec un label. Diggs se lance plus tard en solo au label Tommy Boy Records en 1991 sous le nom de scène Prince Rakeem et publie l'EP Ooh I Love You Rakeem. Diggs forme plus tard un nouveau groupe avec ses cousins et cinq autres membres. Ce groupe deviendra le Wu-Tang Clan et publiera son premier album Enter the Wu-Tang: 36 Chambers en 1993. RZA est de facto le leader du Wu-Tang Clan.

### Gravediggaz et Wu-Tang (1994–2004)
Tandis que tous les membres du Wu-Tang se lancent en solo, RZA continue dans la production pour les membres du groupe entre 1994 et 1996. RZA avec le Clan est considéré à cette période, dans l'ouvrage Wu-Tang Manual en 2004, comme un « dictateur ». Néanmoins, il parvient à publier un bon nombre de singles à succès, sous le titre de Wu-Wear: The Garment Renaissance. La chanson est incluse dans la bande-son de High School High, et atteint la 60e place du Billboard Hot 100, ainsi que la 6e place des Hot Rap Singles. Il est aussi l’un des membres du groupe Gravediggaz, fondé la même année que le Wu-Tang en 1992.

### Projets solo (depuis 2005)

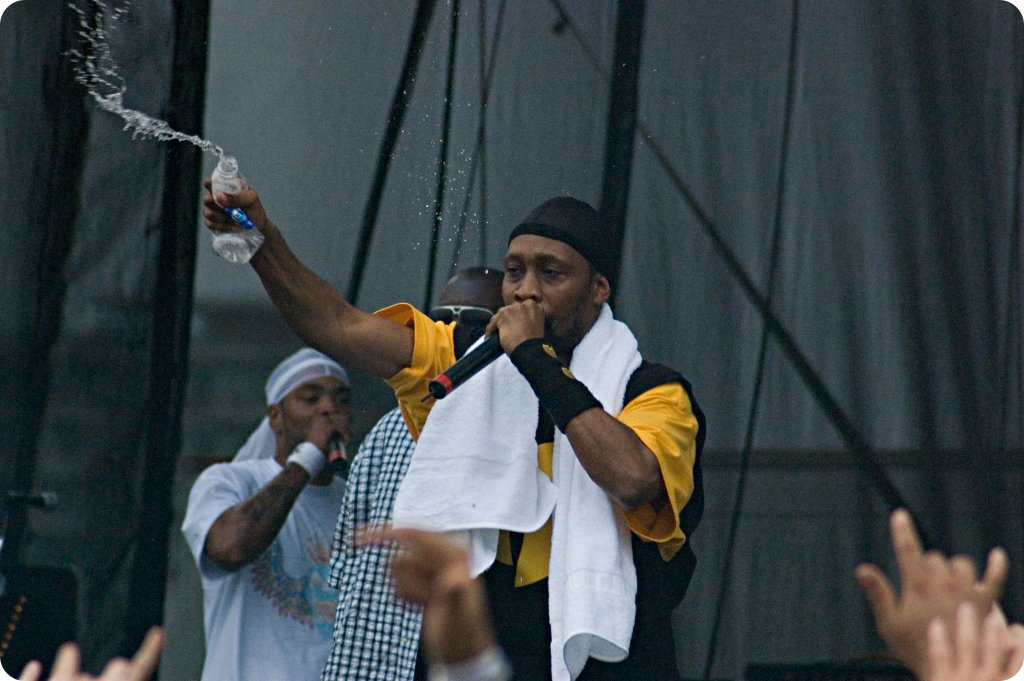
RZA sur scène en 2007.

Il réalise deux albums en solo sous le nom de Bobby Digital. En 1999, il compose (sous le nom de RZA), la bande son du film Ghost Dog : La Voie du samouraï (Ghost Dog: The Way of the Samurai) de Jim Jarmusch. De même, en 2003, il compose deux titres pour le film Kill Bill : Volume 1 de Quentin Tarantino.
Avant de signer avec SRC Records en 2007, RZA reçoit l'offre de plusieurs autres labels comme Bad Boy Records, Aftermath Records, Interscope et Def Jam pour le supergroupe Wu-Tang Clan. En 2007, RZA réalise la musique de l'anime Afro Samurai et de sa suite en téléfilm Afro Samurai: Resurrection, puis du jeu vidéo homonyme qui sort sur PlayStation 3 et Xbox 360. Il est également un personnage jouable dans DJ Hero 2 en tant que DJ.
Fin 2010, il rend hommage à la monteuse Sally Menke sur le titre Gone avec Justin Nozuka, James Black et Kobra Khan. Il avait collaboré avec elle sur le film Kill Bill : Volume 1 de Quentin Tarantino. RZA contribue aux parties vocales de trois chansons dans l'EP Letur-Lefr de John Frusciante en 2012, et participe à l'album Indicud de Kid Cudi en 2013. En août 2012, RZA fonde le label Soul Temple Records signant un contrat de distribution avec RED Distribution. Le 28 septembre 2012, il présente le show Equals Three en remplacement de Ray William Johnson. Il participe à l'album Doris d'Earl Sweatshirt, sur la chanson Molasses. Malgré les divergences artistiques opposant RZA et Raekwon, RZA et le Wu-Tang Clan publie leur sixième album A Better Tomorrow en 2014.
Il réalise son premier long métrage, L'Homme aux poings de fer, un film d'arts martiaux tourné en Chine avec notamment Russell Crowe et Lucy Liu. Le film est sorti en octobre 2012 aux États-Unis. La suite, L'Homme aux poings de fer 2, sort directement en vidéo en 2015.

## Discographie

### Albums studio
- 1998 : Bobby Digital in Stereo
- 2001 : Digital Bullet
- 2003 : Birth of a Prince
- 2007 : The RZA Instrumental Experience
- 2008 : Digi Snacks

### Compilations
- 1999 : The RZA Hits
- 2003 : The World According to RZA

### Musiques de films
- 1999 : Ghost Dog : La Voie du samouraï
- 2007 : Afro Samurai: The Soundtrack
- 2009 : Afro Samurai: The Resurrection
- 2015 : L'Homme aux poings de fer 2 (The Man with the Iron Fists 2)

### Albums collaboratifs
- 1993 : Enter the Wu-Tang (36 Chambers) (avec le Wu-Tang Clan)
- 1997 : Wu-Tang Forever (avec le Wu-Tang Clan)
- 2000 : The W (avec le Wu-Tang Clan)
- 2001 : Iron Flag (avec le Wu-Tang Clan)
- 2007 : 8 Diagrams (avec le Wu-Tang Clan)
- 2014 : A Better Tomorrow (avec le Wu-Tang Clan)
- 2016 : Anything But Words (duo Banks & Steelz avec Paul Banks du groupe Interpol)[12]

## Filmographie

### Comme réalisateur
- 2012 : L'Homme aux poings de fer (The Man with the Iron Fists)
- 2017 : Coco (Love Beats Rhymes (en))
- 2020 : Cut Throat City
- 2025 : One Spoon of Chocolate

### Comme scénariste
- 2012 : L'Homme aux poings de fer (The Man with the Iron Fists) de lui-même
- 2015 : L'Homme aux poings de fer 2 (The Man with the Iron Fists 2) de Roel Reiné
- 2019-2023 : Wu-Tang: An American Saga (série TV) (créateur)
- 2025 : One Spoon of Chocolate de lui-même

### Comme acteur
- 1999 : Ghost Dog : La Voie du samouraï (Ghost Dog: The Way of the Samurai) de Jim Jarmusch : un samouraï en treillis
- 2002 : Coffee and Cigarettes (segment "Delirium") de Jim Jarmusch : lui-même
- 2003 : Scary Movie 3 de David Zucker : lui-même
- 2005 : Dérapage (Derailed) de Mikael Håfström : Winston Boyko
- 2006 : The Lather Effect de Sarah Kelly : un ami de Danny
- 2007 : The Box d'A.J. Kparr : Duece
- 2007 : American Gangster de Ridley Scott : Moses Jones
- 2008 : Gospel Hill (en) de Giancarlo Esposito : Lonnie
- 2009 : Afro Samurai: Resurrection (TV) de Fuminori Kizaki : DJ (voix)
- 2009 : Life Is Hot in Cracktown (en) de Buddy Giovinazzo : Samy
- 2009 : Funny People de Judd Apatow : Chuck
- 2010 : Repo Men de Miguel Sapochnik : T-Bone
- 2010 : Date limite (Due Date) de Todd Phillips : Marshall
- 2010 : Les Trois Prochains Jours (The Next Three Days) de Paul Haggis : Mouss
- 2012 : Californication (saison 5) de Tom Kapinos : Samurai Apocalypse
- 2012 : L'Homme aux poings de fer (The Man with the Iron Fists) de RZA : le forgeron, l'homme aux poings d'acier
- 2013 : G.I. Joe : Conspiration (G.I Joe: Retaliation) de Jon Chu : Blind Master
- 2013 : Man of Steel de Zack Snyder : l'homme devant sa voiture dans le parking (figurant, non crédité)
- 2013 : L'Honneur du dragon 2 (Tom Yum Goong 2) de Prachya Pinkaew : Monsieur LC
- 2014 : Brick Mansions de Camille Delamarre : Tremaine Alexander
- 2014 : Gang Related (saison 1) de Chris Morgan : Cassius Green
- 2015 : L'Homme aux poings de fer 2 (The Man with the Iron Fists 2) : le forgeron, l'homme aux poings d'acier
- 2015 : Mad Dog (AWOL-72) : Détective Adams
- 2016 : Mr. Right de Paco Cabezas : Shotgun Steve
- 2016 : Popstar: Never Stop Never Stopping de Akiva Schaffer et Jorma Taccone : lui-même
- 2019 : The Dead Don't Die de Jim Jarmusch : Dean
- 2021 : Nobody d'Ilya Naishuller : Harry Mansell
- 2021 : Clean de Paul Solet : Kurt
- 2022 : Poker Face de Russell Crowe : Andrew Johnson
- 2025 : Nobody 2 de Timo Tjahjanto : Harry Mansell

### Comme compositeur
- 1999 : Ghost Dog, la voie du samouraï (Ghost Dog, the Way of the Samouraï) de Jim Jarmusch
- 2003 : The Mindscape of Alan Moore (documentaire) de Dez Vylenz
- 2003 : Kill Bill : Volume 1 de Quentin Tarantino
- 2004 : Soul Plane de Jessy Terrero
- 2004 : Blade: Trinity de David S. Goyer
- 2005 : Xiara's Song (documentaire) de Liz Garbus
- 2006 : Blood of a Champion (vidéo) de Lawrence Page
- 2007 : Afro Samurai (série TV d'animation)
- 2009 : Afro Samurai: The Resurrection (TV) de Fuminori Kizaki
- 2019-2023 : Wu-Tang: An American Saga (série TV)

### Comme producteur
- 2020 : Cut Throat City de lui-même
- depuis 2019 : Wu-Tang: An American Saga (série TV)

## Jeux vidéo

### Comme acteur
- 2005 : Marc Eckō's Getting Up: Contents Under Pressure : Stake

### Comme compositeur
- 2009 : Afro Samurai

## Ouvrages
- 2005 : The Wu-Tang Manual
- 2009 : The Tao of Wu